# فيليب سانت جورج كوكي
فيليب سانت جورج كوكي (بالإنجليزية: Philip St. George Cooke)‏ هو ضابط أمريكي، ولد في 13 يونيو 1809 في ليسبورغ في الولايات المتحدة، وتوفي في 20 مارس 1895 في ديترويت في الولايات المتحدة.